# 河本嘉久蔵
河本 嘉久蔵（河本 嘉久藏、かわもと かくぞう、1917年（大正6年）3月27日 - 1990年（平成2年）3月24日）は、日本の政治家、実業家。参議院議員（3期、自由民主党）、国土庁長官（第13代）、北海道開発庁長官（第47代）。アヤハグループ創業者。

## 来歴
1917年（大正6年）、滋賀県高島郡本庄村北船木（現在の高島市安曇川町北船木）に生まれる。1937年（昭和12年）に彦根高等商業学校（現・滋賀大学経済学部）を卒業。
同年丸紅に入社したが、まもなく従軍、支那事変と太平洋戦争に参戦する。
終戦後に丸紅を退社し、1946年（昭和21年）、山城織物株式会社（現綾羽）を設立。1958年（昭和33年）4月滋賀大学体育館建設費として10万円寄付により同年10月11日紺綬褒章受章。1967年（昭和42年）、社会貢献活動の道に進み、河本社会問題相談所を設立した。
1968年（昭和43年）に第8回参議院議員通常選挙に滋賀県選挙区から無所属で出馬し落選。1971年（昭和46年）に第9回参議院議員通常選挙に自由民主党公認で出馬し初当選する。以後、3期を務める。自由民主党・田中派に所属。
1977年（昭和52年）、第11回参議院議員通常選挙滋賀選挙区で2期目の当選。1980年（昭和55年）、財団法人河本文教福祉振興会を設立する。
1981年（昭和56年）には参議院大蔵委員長を務める。1983年（昭和58年）には、 第13回参議院議員通常選挙滋賀選挙区で3期目の当選。1984年（昭和59年）第2次中曽根内閣第1次改造内閣では国土庁長官、北海道開発庁長官を歴任した。1987年（昭和62年）春の叙勲で勲一等瑞宝章受章。参議院土地問題等に関する特別委員長に任じられる。1989年（平成元年）第15回参議院議員通常選挙では落選した。
1990年（平成2年）3月24日、急性心筋梗塞により京都市の病院で死去した。72歳。死没日をもって正七位から従三位に叙される。

## 家族
- 祖母 - 河本にわ（長寿世界一）
- 息子 - 河本英典（元参議院議員）

## 元公設秘書
- 藤井勇治（元長浜市長、元衆議院議員）

## その他
- JR安曇川駅前にある安原仁兵衛の銅像の題字は河本の揮毫。